# Ballerup (općina)
Ballerup je općina u danskoj regiji Hovedstaden.

## Zemljopis
Općina se nalazi u sjevernoistočnom dijelu otoka Zelanda, te je prigradska općina glavnog rada Danske Kopenhagena, prositire se na 34,09 km2.

## Stanovništvo
Prema podacima o broju stanovnika iz 2010. godine općina je imala 47.652 stanovnika, dok je prosječna gustoća naseljenosti 1.397,83 stan/km2. Središte općine je grad Ballerup.

### Naselja
| Naselja u općini |             |                   |
| Br.              | Naselje     | Stanovnika (2010) |
| 1                | Ballerup    | 38.760            |
| 2                | Smørumnedre | 8.442             |

## Vanjske poveznice
- Službena stranica općine